# Two-Lane Blacktop
Two-Lane Blacktop is een Amerikaanse dramafilm uit 1971 onder regie van Monte Hellman.

## Verhaal
Twee autobestuurders rijden door het zuiden van de Verenigde Staten op zoek naar autoraces. Met het geld dat ze daarmee winnen onderhouden ze hun wagen. Onderweg maken ze kennis met een meisje. Ze krijgen allebei een relatie met haar. Later treffen ze ook een zwerver in een GTO. Hij daagt hen uit voor een race naar Washington.

## Rolverdeling
| Acteur             | Personage  |
| ------------------ | ---------- |
| James Taylor       | Bestuurder |
| Dennis Wilson      | Monteur    |
| Warren Oates       | GTO        |
| Laurie Bird        | Lifter     |
| Rudolph Wurlitzer  | Hot Rod    |
| Jaclyn Hellman     | Vriendin   |
| Harry Dean Stanton | Lifter     |